# اسپرس خراسانی
اسپرس خراسانی (نام علمی: Onobrychis chorassanica) نام یک گونه از سرده اسپرس است.